# Диму Боргир
Диму Боргир (на норвежки: Dimmu Borgir) е норвежка блек метъл група от столицата Осло, сформирана през 1993 година. Името на групата е заимствано от природната забележителност Димуборгир в Исландия и приблизително може да бъде преведено като „мрачни крепости“

## Биография
Основателите на „Диму Боргир“ са Шаграт (Shagrath), Силеноз (Silenoz) и Хьодалв (Tjodalv). Началото на групата е поставено през 1993 година, когато тримата се събират под общата идея за продължаване музикалните традиции на хеви и блек метъла от 80-те години на 20 век. Скоро след създаването си, към тях се присъединява клавириста Стиан Оща (Stian Aarstad), а в началото на следващата (1994) година и басиста Брюнярд Тристан (Brynjard Tristan), окончатално оформящи ранното звучене на групата. През 1994 година излиза и демонстрационен запис, под марката на Necromantic Gallery Productions – „В мрака на вечността“ – Inn I Evighetens Mørke [EP], бройките от което са продадени за няколко седмици.
„Диму Боргир“ присъства още от създаването си на музикалната блек метъл сцена, но не се радва на широка известност до излизането на дебютния албум, под марката на No Colour Records – „За всички времена“ – For All Tid, в края на 1994 г. Албумът постига изключителен успех, но остава като интересен експеримент – Шаграт е зад барабаните, изпълнява и вокали (китара само в пета песен), Еркехетер Силеноз – предимно вокали, но и китара, Хьодалв – китара, Брюняр Тристан – бас китара, Стиан Оща е на клавирите и пиано-ефектите. В албума участие взимат и членове на други две групи – Dødheimsgard и Ved Buens Ende.
Вторият албум на групата излиза през 1996 г. – „Буреносен порив“ – Stormblåst, под марката на нов издател – Cacophonous records. Тук ролите на отделните членове се типичните за тях: Шаграт – соло китара и вокали, Еркехетер Силеноз – ритъм китара и вокали, Хьодалв – барабани и перкусии, Брюняр Тристан – бас китара, Стиан Оща – синтезатори и пиано. Това е албум със значително увеличаване на скоростта, без да се губи от мелодичността и атмосферата, характерна за „Диму Боргир“ през ранния период. Според мнозина това е и един от най-добрите албуми на групата, а е и последният албум в който текстовете на песните са на норвежки.
Промяната на текстовте от норвежки, на английски език бележи период на значителни изменения в състава, музикалното звучене на групата и дори промяна в издателите. През 1996 излиза записът „Пътят на дявола“ – Devil's Path [EP], под марката на Hot Records. Съдържа четири песни, като Нагаш (Nagash) от Troll и The Kovenant, заема място на Брюняд Тристан зад бас китарата, а Стиан Оща напуска групата за да отслужи в норвежката армия. Текущият състав на Dimmu Borgir в този запис е: Шаграт – китари, вокали и клавири, Еркехетер Силеноз – китари, Хьодалв – барабани, Нагаш – бас китара.
През 1997 г. излиза албум, който променя завинаги стила и насоките на групата – Enthrone Darkness Triumphant. Заглавието на албума, е трудно за точно превеждане, тъй като е оксиморон, характерен за имената на албумите в по-късния период на групата. Стиан Оща се опитва да се завърне в групата, но проблемите свързани с участието му в редица прослушвания и концертни прояви, окночателно го принуждават да напусне след издаването на албума. Сменен е и издателя. „Диму Боргир“ се издават по това време от сравнително популярните – Nuclear Blast. Албумът е продаден в над 150 000 копия, което е повратен момент в историята на групата. „Диму Боргир“ излиза от пределите на ъндърграунд сцената, и придобива все по широка известност. Куриозен факт около албума е, че текстовете на песента – „Мъчителят на християнски души“ (Tormentor of Christian Souls) не е отпечатан върху листовката, към албума – компанията издател, отказва да е отговорна в разпространението му. За този албум текущият състав на „Диму Боргир“ е: Шаграт – китари и вокали, Еркехетер Силеноз – китари, Хьодалв – балабани, Нагаш – бас китара, Стиан Оща – синтезатори и пиано.
След записите на Enthrone Darkness Triumphant, групата решава да привлече Астеню (Astennu) като китарист, за да може Шаграт окончателно да се концентрира върху вокалите и сценичните изяви. Отхвърлянето на Стиан Оща се превръща в проблем, тъй като след издаването на албума следват сериозни концертни изяви. За момента на изпълненията на живо е привлечена Кимбърли Гос (Kimberly Goss) от Therion, Ancient и Sinergy, като сешън киибордист. По-късно мястото зад клавирите, окончателно се заема от Мустис (Mustis), който придава изключително мрачно звучене на повечето от изпълненията на групата.
Интересна изненада за почитателите на групата е преиздаването на дебютния албум „За всички времена“ – For All Tid, включващ и две изпълнения от демото „В мрака на вечността“ – Inn I Evighetens Mørke. Това става през 1998 г., а издателя е Nuclear Blast. През същата година излиза и компилацията Godless Savage Garden, включваща две нови песни, две преиздадени изпълнения, една кавър-версия и три записа на живо. Godless Savage Garden е издаден отново от Nuclear Blast. Компилацията е номинирана за норвежкия аналог на наградите Грами – Spellemannprisen, но не успява да спечели.
Записите от следващия албум на групата се провеждат в сравнително неизвестното Abyss Studios. Албумът със заглавието „Свръхестествени черни измерения“ – Spiritual Black Dimensions, излиза официално на 1 март 1999 г., под марката на Nuclear Blast. Албумът е достатъчно сложен и екстремен, за да спечели подкрепата на почитателите на групата и да намали активната критика срещу музиката на „Диму Боргир“. Нагаш решава окончателно да напусне групата и да се концентрира върху The Kovenant. Симен Хестнес (Simen Hestnæs aka I.C.S. Vortex) от Borknagar, допълва вокалните партии с чист оперен стил, а дори се включва и като сешън бас китарист. По-късно става и окончателното заменяне на Нагаш със Симен Хестнес в бас китарата. Съставът за записването на албума обаче е: Шаграт – вокали, Еркехетер Силеноз – китари, Астеню – водеща китара, Хьодалв – барабани и перкусии, Нагаш – бас, Мустис – синтезатори и пиано.
Едва месец след излизането на „Свръхестествени черни измерения“, „Диму Боргир“, правят съвместен албум с Old Man's Child, наречен „Синовете на Сатаната се събират за атака“ – Sons of Satan Gather for Attack. Астеню, заедно с участието на Нагаш, издават като част от страничен проект – Carpe Tenebrum, албум със звученето на Dimmu Borgir, но в по-бързо темпо. Тези два странични албума са издадени от Hammerheart Records.
След няколко концертни изяви през 1999 г. в Ню Джърси и Монреал, барабанистът Хьодалв напуска групата поради лични причини и музикални различия с останалите членове. На негово място застава Ник Баркър (Nick Barker), бивш барабанист на Cradle Of Filth.
През март 2000 г. групата влиза отново в Abyss Studios, но не се стига до издаване на нов албум поради финансови проблеми, както и поради невъзможността на Ник Баркър да пътува често до Норвегия. Настъпва и промяна в състава – китариста Астенню е уволнен заради разногласия, а на негово място се включва Галдер (Galder) познат на групата с предишните си изяви в Old Man's Child.
През есента на 2000 г. „Диму Боргир“ влизат в шведското „Фредман Стюдиу“, за записа на своя пореден албум Puritanical Euphoric Misanthropia, който излиза официално през 2001 г. Албумът включва съвместни работи с Гьотеборския симфоничен оркестър, изключително сложни музикални изпълнения, с невероятна скорост и мрачна атмосфера. Текстовете са в доста мизантропен и зловещ уклон, характерен за цялото творчество на групата. За трети път са номинирани за норвежката награда – Spellemannprisen, в категория метъл, като този път успяват да я спечелят.
През 2003 г. „Диму Боргир“ издават шестия си албум – Death Cult Armageddon. Той е записан в студио „Фредман“ в Швеция с продуцент Фредерик Норщрьом (Frederik Norstrom). В него взима участие Пражкия симфоничен оркестър. Албумът се отличава с необикновена бомбастичност и величественост на звука, наподобяващ саундтрак. За песента Progenies of the Great Apocalypse „Диму Боргир“ заснемат и първия си истински видеоклип, чийто режисьор е Патрик Юлеус. Песента Vredesbyrd също има клип, но той представлява запис от тяхно шоу в Лас Вегас. „Диму Боргир“ постигат невиждан дотогава успех в екстремната метъл сцена. Печелят наградата в категорията за най-добра метъл група на норвежките награди Грами. След издаването на албума групата тръгва на световно турне, което включва и САЩ. Те са първата блек метъл група, свирила на Ozzfest mainstage.
През 2005 г. преиздават албума си Stormblåst. Той е изцяло презаписан като участие в записите взимат само Шаграт, Силеноз и Мустис. Причината за това е, че Шаграт и Силеноз не намират за нужно да ангажират и останалите членове на групата. Вокалите се изпълняват от тях двамата (разделят си ги 50 на 50), а зад барабаните е Хелхамър. Той не е постоянен член на „Диму Боргир“, а само сесиен музикант, който ще свири с тях и на предстоящите летни фестивали. В албума са включени две нови песни – Sorgens Kammer Del II и Avmaktslave. Първата се явява на мястото на Sorgens Kammer от 1996, но е изцяло нова песен. Старата не е включена в албума, тъй като се оказва, че бившият клавирист на „Диму Боргир“ Стиан Оща е откраднал мелодията от саундтрака на компютърната игра Agony и я е представил за своя авторска песен. Към новата Sorgens Kammer Del II има и видеоклип, който може да бъде гледан на сайта на Nuclear Blast. Avmaktslave е песен, която е била записана още по времето на For All Tid, но по необясними причини не е била включена в албума и сега групата е решила да я издаде. Освен това към Stormblåst има и безплатно DVD от Ozzfest, включващо песните Spellbound, Kings of the Carnival Creation, Vredesbyrd, Progenies of the Great Apocalypse и Mourning Palace.
През пролетта на 2007 г. групата издаде своя 7-и албум In Sorte Diaboli, отличаващ се с изклютелна екстремност. Текстовете наблягат отново на мизантропията в днешния свят. За пореден път песните им звучат като саундтрак на хорър.
През септември 2010 излиза новия им албум Abrahadabra, в който са взели участие над 101 музиканти.

## Състав
| Сегашни членове - Шаграт – вокали (1995– ), барабани (1993 – 1995), китара (1995 – 1998), бас (1995), клавиши (2010) - Силеноз – китара (1993– ), вокали (1993 – 1995), бас (2005) - Галдер – китара (2000– ) |  | Предишни членове - Хьодалв – китара (1993 – 1995), барабани (1995 – 1999) - Стиан Оща – клавиши, пиано (1993 – 1995) - Брюнярд Тристан – бас (1993 – 1996) - Нагаш – бас (1996 – 1999) - Астеню – китара (1997 – 1999) - Мустис – клавиши, пиано (1998 – 2009) - Вортекс – бас (1999 – 2009), чисти вокали (1998 – 2009) - Николас Баркер – барабани (1999 – 2005) - Хелхамър – барабани (2005 – 2007) |

## Времева линия
Unable to compile EasyTimeline input:

Timeline generation failed: 1 error found

Line 14:   id:bass     value:blue        legend:бас китара

- Invalid attribute 'китара' ignored.

```
 Specify attributes as 'name:value' pairs.

```

## Дискография
| - For All Tid – (1994) - Stormblåst – (1996) - Enthrone Darkness Triumphant – (1997) - Spiritual Black Dimensions – (1999) - Puritanical Euphoric Misanthropia – (2001) - Death Cult Armageddon – (2003) - Stormblåst MMV – (2005) - In Sorte Diaboli – (2007) - Abrahadabra – (2010) - Eonian – (2018) - Godless Savage Garden – (1998) - Live & Plugged Vol. 2 (split with Dissection) – (1998) - Sons of Satan Gather for Attack (split with Old Man's Child) – (1999) - True Kings of Norway (split with Emperor, Immortal, Ancient, Arcturus) – (2000) | - Inn i evighetens mørke – (1994) - Devil's Path – (1996) - Alive in Torment – (2002) - World Misanthropy – (2002) - The Invaluable Darkness – (2008) - „Alt Lys er Svunnet Hen“ – (1995) - „The Mourning Palace“ – (1997) - „Spellbound (By the Devil)“ – (1997) - „Arcane Lifeforce Mysteria“ – (1999) - „Puritania“ – (2001) - Progenies of the Great Apocalyps – (2003) - Vredesbyr – (2003) - „Sorgens Kammer – Del II“ – (2003) - The Serpentine Offering – (2007) - „The Sacrilegious Scorn“ – (2007) - „The Chosen Legacy“ – (2008) - „Gateways“ – (2010) - „Dimmu Borgir“ – (2010) |

## Сходни значения или мотив за името
Dimmuborgir е и област в Исландия, където се разполагат множество пещери и скални формации. Счита се, че произхода на образуванията е вулканичен, като последствие от оттеглянето на потоци лава. Една от най-известните пещеристи формации е „Църквата“ (на исландски Kirkjan) – висок свод, наподобяващ готически стил.

## Диму Боргир в България
Групата гостува за пръв път в България на 15 август 2009 г. като изнася концерт на стадиона в град Каварна. Началото на концерта е в 20.00 ч. Продължителността му е около 1 час и 15 минути.